# كواحيات
الكواحيات (الاسم العلمي: Lophiidae)، فصيلة أسماك بحرية توجد في المحيط المتجمد الشمالي والمحيط الأطلسي والمحيط الهندي والمحيط الهادئ، حيث تعيش في القيعان الرملية والموحلة للجرف القاري والمنحدر القاري، إلى أعماق تزيد عن 1000 متر (3300 قدم).